# Срђан Граовац
Срђан Граовац (Апатин, 1984) српски је историчар и политички аналитичар.

## Биографија
Стручне области којима се бави су историја српских племићких породица, историја српског народа на простору Хрватске и Босне и Херцеговине у XX веку, те историјат међународних политичких околности у време стварања Југославије.
Објавио је велики број публикација, есеја и стручних радова на тему српске историје, као и са сарадницима приредио неколико изложби културних добара свих категорија заштите у организацији више установа културе у Србији, Републици Српској, Мађарској, Румунији и Хрватској.
Граовац је од 2021. године, аутор  и водитељ емисије „Иностране“, коју продукује и емитује Радио-телевизија Војводине.
Члан је и предавач на трибинама у организацији НВО Центар за друштвену стабилност.